# Paronychia pulvinata
Paronychia pulvinata là loài thực vật có hoa thuộc họ Cẩm chướng. Loài này được A. Gray mô tả khoa học đầu tiên năm 1863.